# Championnats panaméricains de boxe amateur 2022
Navigation
Édition précédente Édition suivante
La 13e édition des championnats panaméricains de boxe amateur s'est déroulée à Tegucigalpa, Équateur, du 24 mars au 1er avril 2022.

## Résultats

### Podiums hommes
| Catégories                    | Or                    | Argent             | Bronze                                  |
| Poids mi-mouches (-48 kg)     | Billy Rodriguez       | Josue Hansell      | Fernando Franco Jeremy Zuniga           |
| Poids mouches (-51 kg)        | Aaron Hill            | Erislan Romero     | Nicaror Quiroga Mario Lavegar           |
| Poids coqs (-54 kg)           | Rodrigo Marte         | Damian Arce        | Jabali Breedy Roberto Cuesta            |
| Poids plumes (-57 kg)         | Luiz Do Nascimiento   | Jahmal Harvey      | Keoma-ali Al-Ahmadieh Segundo Padilla   |
| Poids légers (-60 kg)         | Alexy de la Cruz      | Simon Joubert      | Jhon Orobio Nicolas Vergara             |
| Poids super-légers (-63,5 kg) | Jose Viafara          | Jhancarlo Anchino  | Elvis Del Castillo Wyatt Sandford       |
| Poids welters (-67 kg)        | Wanderson de Oliveira | Miguel Martinez    | Yeferson Belalcazar Piero Pietro        |
| Poids super-welters (-71 kg)  | Marco Verde Alvarez   | José Rodríguez     | Lamon Jones Jonathan de Oliveira        |
| Poids moyens (-75 kg)         | Emmanuel Bartee       | Hector Aguirre     | Aaron Prince Cort Amsterdam             |
| Poids mi-lourds (-80 kg)      | Robby Gonzales        | Isaias Ribeiro     | Cristian Pinales Kevin Beausejour       |
| Poids lourds-légers (-86 kg)  | Keno Machado          | Arjan Iseni        | Carlos Mina Caicedo Herich Ruiz Cordova |
| Poids lourds (-92 kg)         | Shaqueir Talley       | Carlos Rodríguez   | Ramon Batagello Marlon Hurtado          |
| Poids super-lourds (+92 kg)   | Abner Teixeira        | Miguel Angel Veliz | Timothy Edwards Marcel Mouafo           |

### Podiums femmes
| Catégories                   | Or                         | Argent                          | Bronze                                                      |
| Poids pailles (-48 kg)       | Aldana López (en)          | Aylin Dayana Jamez Gonzalez     | Priyanka Dhillon (en) Adiela Maria Dora Fuentes             |
| Poids mi-mouches (-50 kg)    | Jennifer Lozano            | Tatiana Flores Milagros         | Genesis Gomez Danitza Jovana Martinez Sanchez               |
| Poids mouches (-52 kg)       | Ingrit Valencia            | Fátima Patricia Herrera Álvarez | Kayla Gomez Melody Vargas                                   |
| Poids coqs (-54 kg)          | Scarlett Delgado           | Milagros Rosario Herrera        | Helen Sanchez Gloria Carolina Fernandez Quiñonez            |
| Poids plumes (-57 kg)        | Ashley Ann Lozada          | Leilany Noshbet Reyes Moreno    | Amelia Moore (en) Minerva Magali Montiel Mereles            |
| Poids légers (-60 kg)        | Beatriz Ferreira           | Rashida Ellis (en)              | Kiria Narielys Tapia Rodriguez Camila Gabriela Camilo Bravo |
| Poids super-légers (-63 kg)  | Jajaira Sofia Gonzales     | Rebeca Santos                   | Angie Paola Valdes Pana Samanta Valentina Valencia Lara     |
| Poids welters (-66 kg)       | Beatriz Soares             | Lucia Noelia Perez              | Charlie Cavanagh Stephanie Piñeiro Aquino                   |
| Poids super-welters (-70 kg) | Barbara dos Santos         | Brianda Cruz (en)               | María Moronta (en) Naireshlie Ortiz Alvarado                |
| Poids moyens (-75 kg)        | Tammara Thibeault          | Atheyna Bylon                   | Kimberly Gittens Viviane Pereira                            |
| Poids lourds (+81 kg)        | Diana Yubeli Romero Castro | Kemara Stuart                   | Naydelin Dayana Huacon Cepeda                               |